# Bitva u Lamače

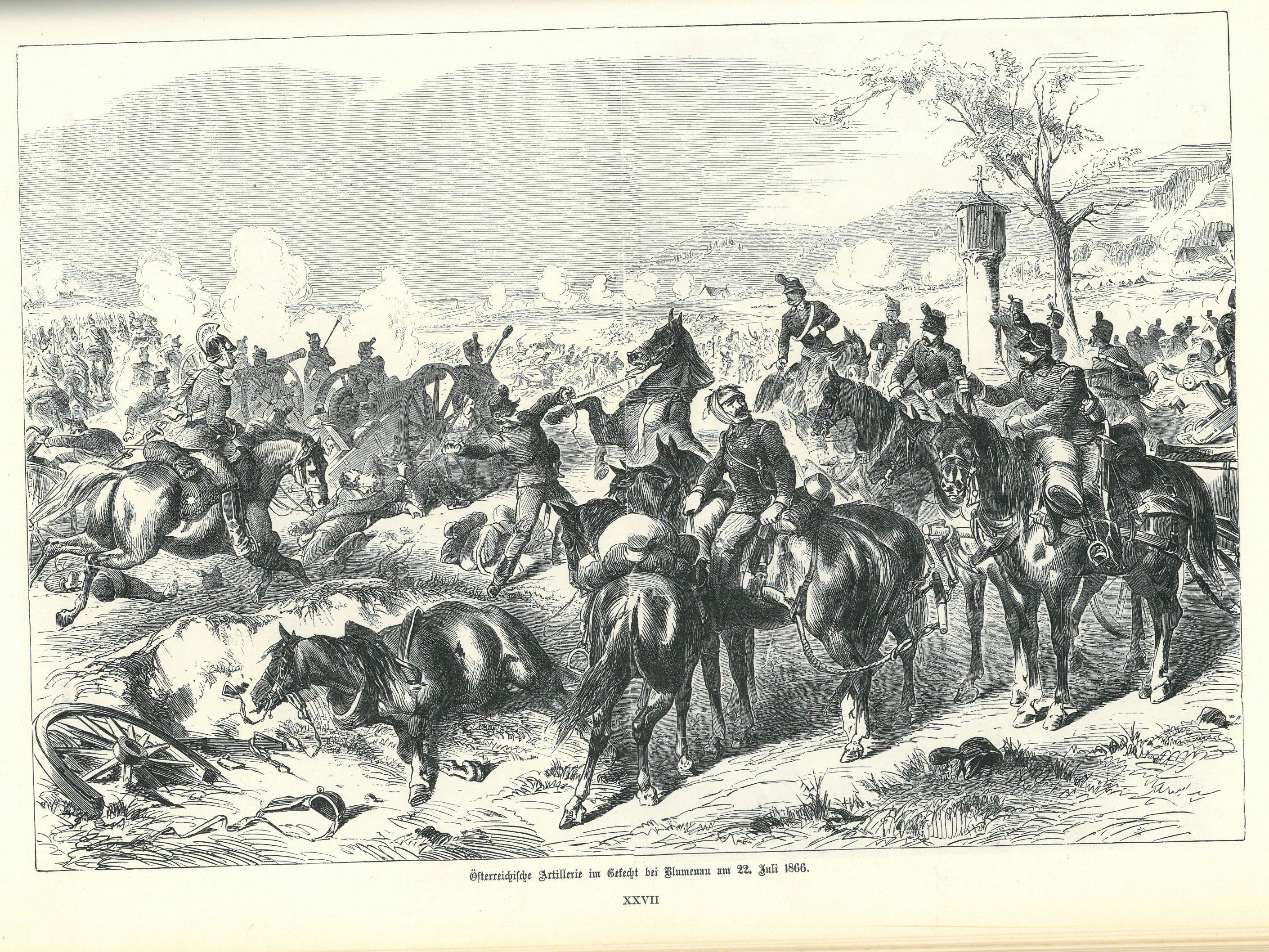
Obraz bitvy u Lamače z roku 1897

Bitva u Lamače bylo závěrečné vojenské utkání rakouské a pruské armády v prusko-rakouské válce v roce 1866.
Válka začala na pruských hranicích v severních Čechách, pokračovala dějištěm největší bitvy u Hradce Králové a ukončena byla krveprolitím v Lamači u Bratislavy.
Útočící pruská armáda pronásledovala část poražených rakouských jednotek podél řeky Moravy. 19. července obsadila Malacky a za dva dny Stupavu. Prusové se chystali dobýt Bratislavu, důležité strategické místo. Byli by si tak posílili pozice v případném útoku na Vídeň.
Rakouské jednotky vytvořily před Bratislavou mohutný obranný val, rozprostírající se od návrší Hrubý Pleš až po svahy Devínské Kobyly. Silné dělostřelectvo rozestavili u Lamače a Dúbravky, aby chránilo přístupové cesty od Stupavy. Útok Prusů se začal ráno 22. července silnou dělostřeleckou palbou na Dúbravku a Lamač. Mezitím se další oddíly pokusily o obchvat rakouských obranných linií přes Kamzík. Nakonec byl útok Prusů odražen. Před rozhodujícím útokem Prusů Bratislavu zachránil začátek příměří uzavřeného v Mikulově.
V této poslední bitvě rakouské-pruské války padlo několik set vojáků na jedné i druhé straně. Jejich hroby jsou roztroušeny v okolí Lamače, Dúbravky a po návrší Kamzíka. Mírová jednání začala v Mikulově a pokračovala v Praze, kde 23.8.1866 byla podepsána mírová smlouva. Pražským mírem se Rakousko zavázalo, že se zcela zříká Německa a své německé politiky vůbec. Muselo zaplatit válečnou kontribuci 20 milionů pruských tolarů. Výsledek války byl jedním z určujících faktorů pozdějšího rakousko-uherského vyrovnání v roce 1867.